# کارینا اون
کارینا خاچاطوری هاکوبیان (ارمنی: Կարինա Խաչատուրի Հակոբյան) (روسی: Карина Хачатуровна Акопян)(زادهٔ ۱۶ اوت ۱۹۹۷) که با نام هنری کارینا اِون (روسی: Карина Эвн) یا کارینا EVN  نیز شناخته می‌شود، یک خواننده ارمنی-روسی است.
در یکی از مصاحبه‌ها، کارینا گفت که برای مدت زمان معینی به یک رابطه جدی فکر نمی‌کند و اگر چنین اتفاقی به وجود بیایید، قطعاً در مورد آن به تمام دنیا نمی‌گوید.
خانواده کارینا به‌شدت به سنت‌های ارمنی احترام می‌گذارند، و عقایدشان اینگونه است‌که اگر دختری رابطه دارد، به‌طور جدی و برای مدت طولانی باید داشته باشد، که کارینا به این عقیده مخالف بود. مانند بسیاری از دختران مدرن، وی در شبکه‌های اجتماعی فعالیت می‌کرد و ویدیوهایی از آهنگ‌های ساخته شده خود را آپلود می‌کرد.
در اطراف کارینا نه تنها مخاطبان زیادی از طرفداران، بلکه منتقدان زیادی نیز وجود داشت. اون اغلب به دلیل امتناع از پوشیدن کلاه گیس، خالکوبی ابروهایش و آرایش، شدیداً مورد انتقاد قرار می‌گرفت.

## زندگی‌نامه
هاکوبیان در ۱۶ اوت ۱۹۹۷ در مسکو در یک خانواده ارمنی به دنیا آمد. در سن هشت‌سالگی وارد مدرسه موسیقی شماره ۴ شد و در آنجا کلاس‌های پیانو را گذراند.
در سال ۲۰۱۳، هاکوبیان وارد کالج پاپ-جاز در دانشکده دولتی موسیقی گنیسین شد. در همان سال، وی در اولین تجربه خویش در زمینه خوانندگی وارد مسابقه‌ای به نام ستارگان قرن جدید شد و با شکست دادن رقبای خویش موفق به کسب رتبه اول در آن مسابقات شد. پس از مدتی، وی در یک مسابقه دیگر شرکت شد. این بار انتخاب وی بر روی صدای طلایی اوستانکینو افتاد. هیئت داوران به توانایی‌های هنری و آوازی کارینا اشاره کردند، اما جایزه برگزیده تماشاگران را به کارینا اون اعطا کردند. این دختر از موقعیت خویش ناراضی بود، بنابراین یک سال بعد دوباره از آن مسابقه بازدید کرد. این بار وی مقام اول را از آن خویش کرد.
در سال ۲۰۱۴، هاکوبیان با توجه به استعداد فوق‌العادهٔ خود در زمینه خوانندگی موفق به کسب جایزه بزرگ مسابقه صدای طلایی اوستانکینو شد. در ماه مه ۲۰۱۴، وی در پروژه ایکس فاکتور شرکت کرد اما به دلیل ریزش موهایش از ادامه شرکت در این پروژه خودداری کرد. پزشکان بیماری طاسی که نوعی روند پیشروندهٔ از دست دادن مو می‌باشد را تشخیص دادند.
در مه ۲۰۱۵، کارینا اون اولین تک‌آهنگ خود به نام "I Can't Take More" را منتشر کرد.
در سال ۲۰۱۶، وی آهنگ‌های "Light up", "My Armenia", "Happy Birthday", "Wedding Waltz", "Hayastane maern e (ارمنستان متعلق به ماست)، "Russia" و "Broken dream" را منتشر کرد.
در سال ۲۰۱۷، اولین آهنگ کارینا اون با کوین مک‌کوی، یکی از اعضای سابق گروه «بد بویز بلو» ارائه شد و این آهنگ در کاخ دولتی کرملین به نمایش درآمد.
در همان سال، تک‌آهنگ‌های "Leto" و "Vsyo Zashibis" منتشر شدند که توانستند به جدول‌های آی‌تیونز دست یابند.
در سال ۲۰۱۸، آهنگ‌های "I Wish You" و "Origami Heart" منتشر شدند. در ماه مارس ۲۰۱۸، در دومین نمایش جوایز موزیکال سراسر روسیه Muz. Play، کارینا اون توانست با هنرنمایی‌های خودش جایزه «استعداد سال» را به دست آورد. در ۲۶ مه، وی در جشنواره هیپ هاپ Fusion of Words شرکت کرد و موفق شد مقام دوم را کسب کند.
در سال ۲۰۱۹، کارینا اون در فصل دوم پروژه آوازها در تی‌ان‌تی شرکت کرد. تهیه‌کنندگان پروژه در آن زمان باستا و تیماتی بودند. وی در این پروژه توانست از مرحله انتخاب اولیه عبور کند و به مرحله دوم برسد. وی در این نمایش آهنگ‌های "Come with Me" و "Impossible" خود را اجرا کرد و بعداً موزیک ویدیوهایی نیز برای این آهنگ‌ها منتشر کرد. آهنگ "Come with Me" وی توانست در جایگاه چهارم جدول آی‌تیونز قرار بگیرد.
کارینا اون یکی از ۱۲ فینالیست آن دورهٔ رقابت‌ها برای نماینده ارمنستان در مسابقه آواز یوروویژن ۲۰۲۰ بود. آهنگ وی که "چرا؟" نام داشت در نهایت انتخاب نشد.

## آثار
- ۲۰۱۵: Не могу больше
- ۲۰۱۶: Зажигай
- ۲۰۱۶: Моя Армения
- ۲۰۱۶: С днем рождения
- ۲۰۱۶: Свадебный вальс
- ۲۰۱۶: Hayastane mеrn e
- ۲۰۱۶: Россия
- ۲۰۱۶: Broken dream
- ۲۰۱۷: Love in my car feat Kevin McCoy
- ۲۰۱۸: Я вам желаю
- ۲۰۱۸: Сердце оригами[۱۷]
- ۲۰۱۸: Dale Dale[۱۸]
- ۲۰۱۹: Иди со мной[۱۹]
- ۲۰۱۹: Невозможное[۲۰]
- ۲۰۱۹: Ритм[۲۱]